# Jubal (persoon)

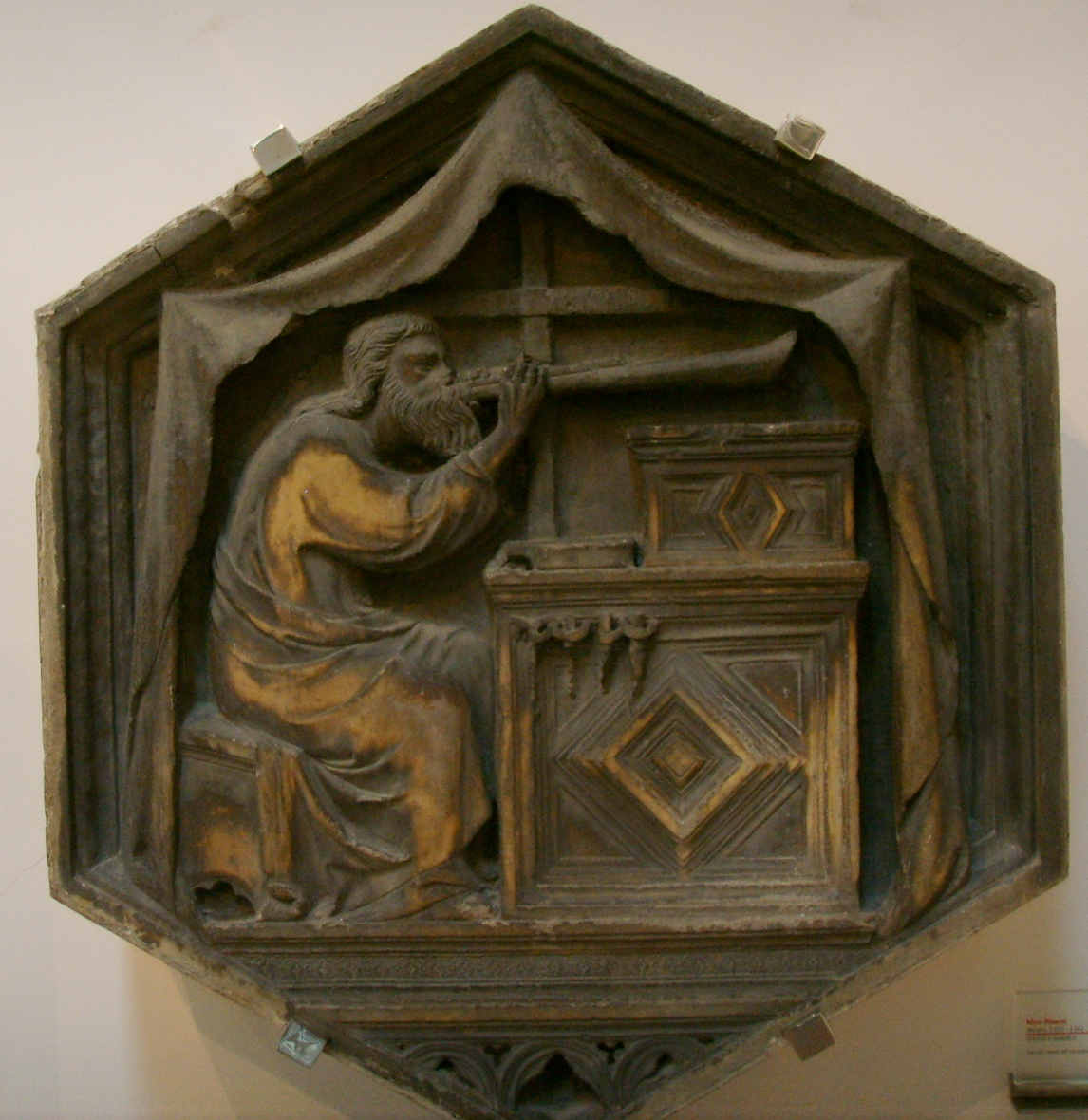
Jubal

Jubal (in het Hebreeuws Yuval יוּבָל), was volgens de Bijbel (Genesis 4:20-21) de zoon van Lamech en Adah, en een broer van Jabal. Lamech, en dus ook Jubal, stamde af van Kaïn. Jubal is de vader geworden van allen die citer en fluit bespelen.